# História da geologia
A história da geologia está preocupada com o desenvolvimento da geologia como ciência natural, que é o estudo científico da origem, história e estrutura da Terra.

## Antiguidade

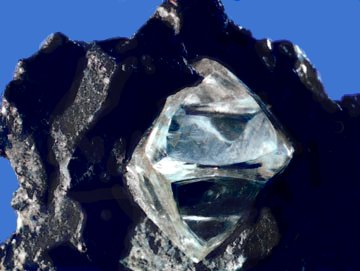
A forma octaédrica ligeiramente deformada deste cristal de diamante bruto na matriz é típica do mineral. Suas faces lustrosas também indicam que este cristal é de um depósito primário

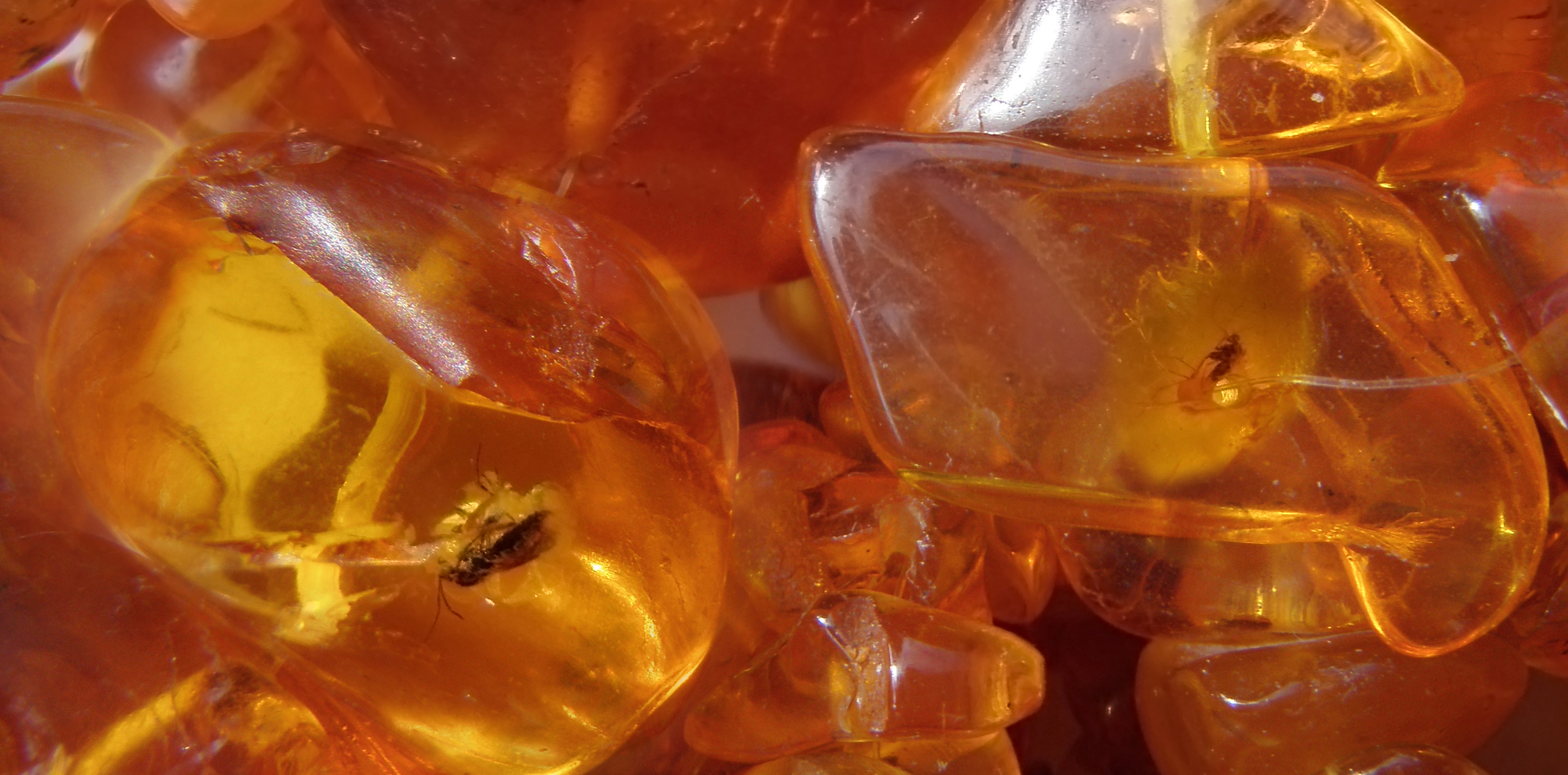
Um mosquito e uma mosca neste colar de âmbar báltico têm entre quarenta e sessenta milhões de anos

No ano 540 a.C., Xenófanes descreveu fósseis de peixes e conchas encontrados em depósitos nas montanhas. Fósseis semelhantes foram observados por Heródoto (cerca de 490 a.C).
Alguns dos primeiros pensamentos geológicos foram sobre a origem da Terra. A Grécia Antiga desenvolveu alguns conceitos geológicos primários sobre isso. Além disso, no século IV a.C., Aristóteles fez observações críticas sobre a lenta taxa de mudança geológica. Ele observou a composição da Terra e formulou uma teoria de que a Terra muda lentamente e que essas mudanças não podem ser observadas durante a vida de uma pessoa. Aristóteles desenvolveu um dos primeiros conceitos baseados em evidências conectados ao reino geológico sobre a taxa na qual a Terra muda fisicamente.
No entanto, foi seu sucessor no Liceu, o filósofo Teofrasto, quem fez o maior progresso na antiguidade em sua obra Sobre as Rochas. Ele descreveu muitos minerais e minérios de minas locais, como as de Lavrio, perto de Atenas, e de mais longe. Ele também naturalmente discutiu tipos de mármore e materiais de construção como calcários, e tentou uma classificação primitiva das propriedades dos minerais por suas propriedades, como dureza.
Muito mais tarde no período romano, Plínio, o Velho, produziu uma discussão muito extensa de muitos outros minerais e metais amplamente usados para fins práticos. Ele foi um dos primeiros a identificar corretamente a origem do âmbar como uma resina fossilizada de árvores pela observação de insetos presos em algumas peças. Ele também lançou as bases da cristalografia ao reconhecer o hábito octaédrico do diamante.

## Idade Média
Abu al-Rayhan al-Biruni (973–1048) foi um dos primeiros geólogos muçulmanos, cujas obras incluíam os primeiros escritos sobre a geologia da Índia, levantando a hipótese de que o subcontinente indiano já foi um mar.
Avicena (981–1037), um polímata persa, fez contribuições significativas para a geologia e as ciências naturais (que ele chamou de Attabieyat) junto com outros filósofos naturais, como Ikhwan aI-Safa e muitos outros. Avicena escreveu uma obra enciclopédica intitulada O Livro da Cura, na qual a Parte 2, Seção 5, contém seu comentário sobre a Mineralogia e a Meteorologia de Aristóteles, em seis capítulos: Formação das montanhas; As vantagens das montanhas na formação das nuvens; Fontes de água; Origem dos sismos; Formação de minerais; A diversidade do terreno da Terra.
Na China medieval, um dos naturalistas mais intrigantes foi Shen Kuo (1031-1095), uma personalidade polímata que se interessou por muitos campos de estudo em sua época. Em termos de geologia, Shen Kuo é um dos primeiros naturalistas a formular uma teoria da geomorfologia. Isso foi baseado em suas observações de elevação sedimentar, erosão do solo, deposição de lodo e fósseis marinhos encontrados nas montanhas Taihang, localizadas a centenas de quilômetros do Oceano Pacífico. Ele também formulou uma teoria da mudança climática gradual, após sua observação de antigas bambus petrificados encontrados em estado preservado no subsolo perto de Yanzhou (moderna Yan'an), no clima seco do norte da província de Xianxim. Ele formulou uma hipótese para o processo de formação da terra: com base em sua observação de conchas fósseis em um estrato geológico em uma montanha a centenas de quilômetros do oceano, ele inferiu que a terra foi formada pela erosão das montanhas e pela deposição de lodo.